# Angelo Parisi
Pour les articles homonymes, voir Parisi.
Angelo Parisi est un judoka français. Il est né le 3 janvier 1953 à Arpino en Italie,  il émigra en Angleterre en 1956 avec ses parents. En 1974, il demande la nationalité française. Il a été Champion d'Angleterre, Champion de France, Champion d'Europe,et champion olympique

## Biographie
Né en Italie en 1953, Parisi prend la double nationalité italo-britannique à son arrivée à Londres à l'âge de 3 ans. Il commence le judo en 1967 et obtient sa ceinture noire en 1968 à l'âge de 15 ans.
En 1972, il obtient sous les couleurs anglaises la médaille de bronze en toutes catégories aux Jeux olympiques 1972 à Munich.
En 1974, il rencontre une Française qu'il épouse et en profite pour obtenir la nationalité française. Il s'installe alors dans le sud de la France, rejoignant l'équipe de France en 1976. Avec le kimono tricolore, il devient le premier français champion olympique de judo, en lourds, et ajoute à sa campagne moscovite de 1980, l'argent en toutes catégories. En 1984, il remporte enfin la médaille d'argent en lourds.
Il a été le porte-drapeau de la délégation française lors de la cérémonie d'ouverture des Jeux olympiques d'été de 1984 à Los Angeles. Il devient entraîneur de l'équipe de France de 1985 à 1991.
Son fils Vincent Parisi est champion de France, d'Europe et champion du monde de jujitsu Fighting System.
Angelo Parisi a aussi deux filles : une née en 1986 et la seconde née en 1990.

## Grade et palmarès
- Grade: Ceinture Blanche-rouge 8e DAN (2009)[5]
- Grade : Ceinture rouge 9 eme DAN le 30 juillet 2025 grade d’exception venant couronner une vie dédié à cet art martial.

### Palmarès individuel
Sauf précision, le palmarès est acquis en catégorie poids lourds et en représentant la France
Jeux olympiques
- Médaille d'or lors des Jeux olympiques 1980 à Moscou (URSS).
- Médaille d'argent (toutes catégories) lors des Jeux olympiques 1980 à Moscou  (URSS).
- Médaille d'argent lors des Jeux olympiques 1984 à Los Angeles (États-Unis).
- Médaille de bronze (toutes catégories) lors des Jeux olympiques 1972 à Munich (Allemagne) avec  Royaume-Uni.

Championnats d'Europe
- Médaille d'or lors des Championnats d'Europe 1984 à Liège (Belgique).
- Médaille d'or (toutes catégories) lors des Championnats d'Europe 1983 à Paris (France).
- Médaille d'or lors des Championnats d'Europe 1977 à Ludwigshafen (Allemagne).
- Médaille d'or lors des Championnats d'Europe 1972 à Voorburg (Pays-Bas) avec  Royaume-Uni.
- Médaille d'argent lors des Championnats d'Europe 1982 à Rostock (Allemagne).
- Médaille d'argent (toutes catégories) lors des Championnats d'Europe 1980 à Vienne (Autriche).
- Médaille d'argent lors des Championnats d'Europe 1979 à Bruxelles (Belgique).
- Médaille d'argent lors des Championnats d'Europe 1978 à Helsinki (Finlande).
- Médaille de bronze lors des Championnats d'Europe 1983 à Paris.
- Médaille de bronze lors des Championnats d'Europe 1980 à Vienne.

Championnats nationaux
- 4 fois champion d'Angleterre : 1971, 1973, 1974 et 1975
- 6 fois champion de France (dont 1977 et 1978)

### Palmarès par équipe
- Médaille d'or lors des Championnats d'Europe 1984 à Paris (France).
- Médaille d'or lors des Championnats d'Europe 1982 à Milan (Italie).
- Médaille d'argent lors des Championnats d'Europe 1979 à Brescia (Italie).
- Médaille d'or lors des Championnats d'Europe 1978 à Paris (France).
- Médaille d'argent lors des Championnats d'Europe 1977 à Ludwigshafen (Allemagne).
- Médaille de bronze lors des Championnats d'Europe 1973 à Madrid (Espagne) avec  Royaume-Uni.
- Médaille d'or lors des Championnats d'Europe 1971 à Göteborg (Suède) avec  Royaume-Uni.

### Divers
- Médaille d'or lors des Jeux méditerranéens de 1983 à Casablanca (Maroc).
- Médaille d'or lors des Jeux méditerranéens de 1979 à Split (Croatie).

#### Grand Slam Paris
- 8 podiums au Grand Slam de Paris  en 1985, en 1984, en 1982, en 1981, en 1978, en 1977, en 1974, en 1973.

## Honneurs et distinctions
- Chevalier de l'ordre national du Mérite en 2004.
- Angelo Parisi est nommé gloire du sport Français.
- Médaille de la jeunesse, des sports et de l'engagement associatif, or le 31 décembre 1995;

## Vidéographie
- Champions de France - Angelo Parisi, série Champions de France, film-portrait raconté par Passi, co-réalisé par Pascal Blanchard et Rachid Bouchareb 2016, 2 minutes [voir en ligne]

### Textes officiels
- [D. 31 déc. 1995] Décret du 31 décembre 1995 portant nomination, à titre exceptionnel, à l'ordre national de la Légion d'honneur (NOR : PREX9513805D), dans Journal officiel de la République française, vol. 128e an., no 1, 2 janv. 1996, p. 8-20.